# Bunker, le cirque
Pour les articles homonymes, voir Bunker.
Bunker, le cirque est une mini-série québécoise en onze épisodes de 45 minutes, créée par Luc Dionne et réalisée par Pierre Houle et diffusée entre le 9 septembre 2002 et le 18 novembre 2002 à la Télévision de Radio-Canada.

## Synopsis
Cette mini-série se déroule au sein des hautes sphères du gouvernement du Québec. La série, controversée lors de sa diffusion, se veut une satire de cet environnement du pouvoir qui mélange médias, finances et politique.

## Distribution
- David Boutin : Mathieu Prescott
- Noémie Godin-Vigneau : Valérie Dumais
- Raymond Bouchard : Paul Bernard
- Denis Mercier : Christophe Lacroix
- Paul Ahmarani : Patrick Sénécal
- Louise Marleau : Madeleine Lacroix
- Paul Savoie : Bernard Laurendeau
- Rémy Girard : Jacques Vinel
- Micheline Lanctôt : Lise Langlois
- Michel Dumont : Maurice Saint-Jean
- Alexander Bisping : Ministre de l'environnement
- Louise Bombardier : Roselyne Meilleur
- Marie Brassard : Francine Juneau
- Isabelle Brossard : Johanne Ladouceur
- Danielle Fichaud : Colette Renaud
- Richard Fréchette : Jean-Paul Larue
- Valérie Gagné : Marie Fontaine
- Claude Gai : L'état
- Benoît Girard : Gilles Germain
- Didier Hoffmann : La Rumeur
- André Lacoste : Marcel Galarneau
- Danielle Lépine : Madame Dupuis
- Sylvain Marcel : Hubald
- Harry Standjofski : Bill Cashman
- Serge Thériault : Simon Valcourt
- Denis Trudel : Yvon Gagné
- Laurent Allaire : Homme au guichet
- Tetchena Bellange : Prostituée

## Fiche technique
- Réalisation : Pierre Houle
- Scénario : Luc Dionne
- Productrice : Francine Forest
- Musique : Michel Cusson
- Genre : Science-fiction
- Production : Zone 3

## Récompenses
2003
- Prix Gémeaux du meilleur rôle de soutien masculin dramatique : Michel Dumont
- Prix Gémeaux de la meilleure réalisation pour une série dramatique : Pierre Houle